# Besarion Goczaszwili
Besarion Goczaszwili (gruz. ბესარიონ გუჩაშვილი ; ur. 6 lutego 1983) – gruziński zapaśnik walczący w stylu wolnym. Olimpijczyk z Pekinu 2008, gdzie zajął ósme miejsce w kategorii 55 kg.
Czternasty na mistrzostwach świata w 2010. Medalista mistrzostw Europy w latach 2005 – 2012. Dziewiąty w Pucharze Świata w 2011. Wicemistrz świata w 2001 i Europy juniorów w 2002 roku.